# Incubus (demon)
Incubus (Latijn incubus: nachtmerrie, incubare: liggen op) was in de middeleeuwen een mannelijke demon die vrouwen in hun slaap zou bezoeken. De daaropvolgende gemeenschap zou dan geleid hebben tot de geboorte van heksen, demonen en misvormd nageslacht. De vrouwelijke tegenhanger is de succubus.

## Oorsprong
Er zijn verschillende verklaringen voor de oorsprong van de incubuslegende. Zo werd er gewezen op de middeleeuwse preoccupatie met zonde, in het bijzonder de seksuele zonden van vrouwen. Tegen deze achtergrond is het begrijpelijk dat slachtoffers beweerden door een incubus te zijn bezocht, terwijl ze misschien gewoon heldere dromen hadden of zich schuldig voelden over nachtelijke opwinding. Daarnaast ligt het voor de hand dat af en toe de activiteit van een incubus werd ingeroepen om een zwangerschap te verklaren die anders onverklaarbaar kon zijn.
Vrouwen die vermoeden door een incubus te zijn overvallen, kunnen ook door een echt persoon seksueel misbruikt geweest zijn. En verkrachters kunnen ook geprobeerd hebben de schuld af te schuiven op een demon zodat ze zelf niet gestraft zouden worden. In sommige gevallen kan de geestelijkheid liever de verklaring bij iets bovennatuurlijks gelegd hebben om bijvoorbeeld iemand in een vertrouwenspositie te beschermen.

## Beschrijvingen
In de Bijbel komen vlak voor de zondvloed gevallen engelen naar de aarde om seksueel contact te hebben met de dochters der aarde. Deze figuren kunnen als incubi worden beschouwd omdat hun contact leidde tot de geboorte van Nephilim (giganten).

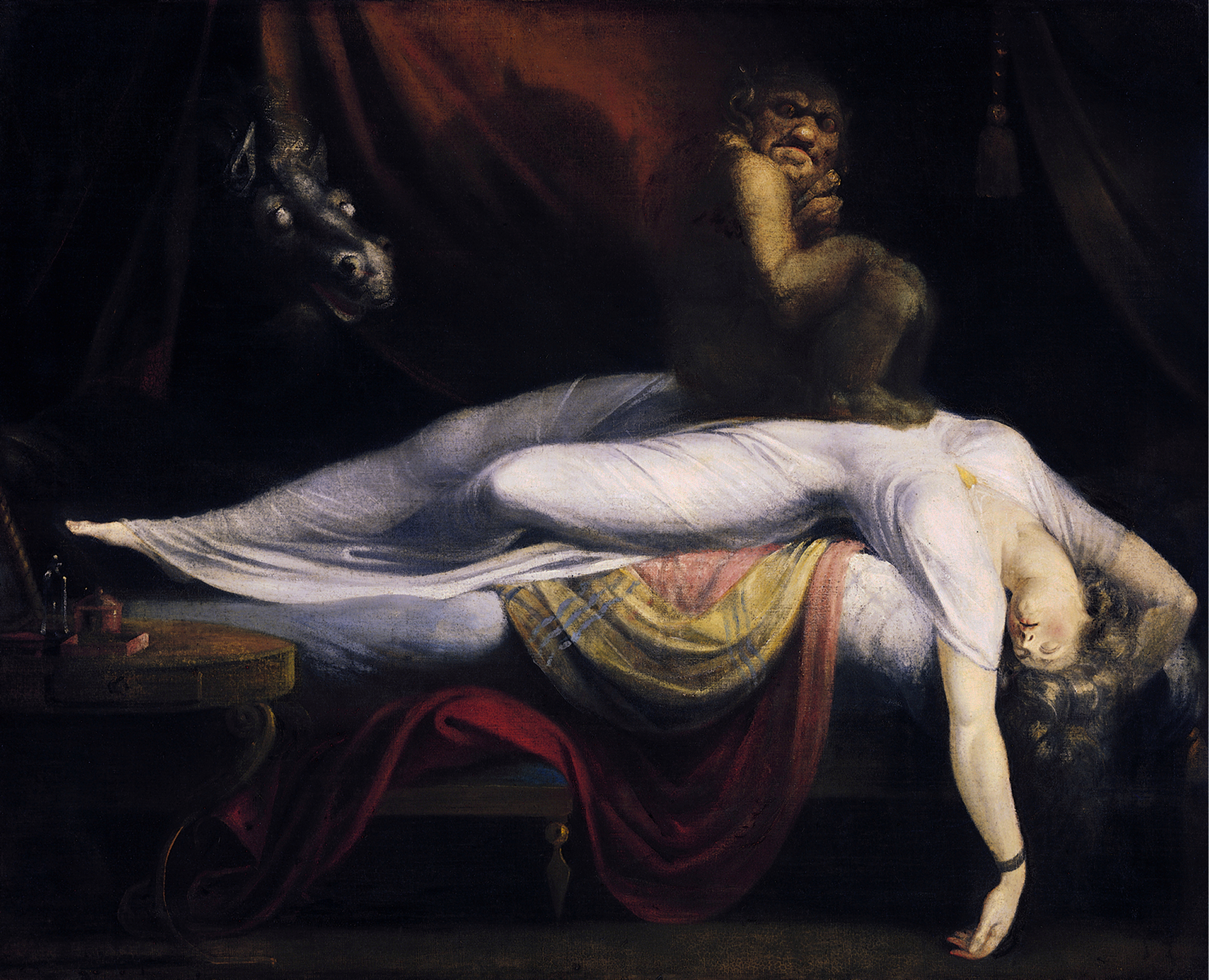
De nachtmerrie, John Henry Fuseli, 1781

Over de vader van de mythologische tovenaar Merlijn zei Geoffrey van Monmouth in zijn Historia regum Britanniae dat deze een incubus was.
In de Heksenhamer staat een passage over het geslachtsverkeer tussen heksen en de duivel. De geslachtsgemeenschap werd daarin als iets walgelijks voorgesteld en als de manier waarop de erfzonde werd doorgegeven. Alleen mindere duivels moesten dit vieze werk opknappen. Omdat duivels alleen maar over een aangenomen, luchtachtig lichaam konden beschikken, konden uit het geslachtsverkeer tussen een vrouw en een incubus geen kinderen voortkomen. Daarom bezocht volgens Thomas van Aquino een vrouwelijke succubus een man, die onvrijwillig zijn zaad af moest staan. Dit werd door de succubus opgevangen en aan een incubus gegeven. Deze bracht dat in bij een heks die vrijwillig en wellustig meewerkte. Hierdoor zou een nieuwe generatie heksen ontstaan.
In de schilderkunst heeft de achttiende-eeuwse Johann Heinrich Füssli meermaals het incubusthema verwerkt in zijn nachtmerrieschilderijen.